# Тимченко Йосип Андрійович
Ти́мченко Йо́сип Андрі́йович (26 квітня 1852, с. Окіп, Харківська губернія, Російська імперія, нині Україна — 20 травня 1924, Одеса, УРСР) — український механік-винахідник, який 1893 року винайшов кіноапарат, за два роки до братів Люм'єр. Створений Тимченком разом із фізиком Миколою Любимовим механізм «равлик» став основою для створення «кінескопу».
На 9-му з'їзді дослідників природи та лікарів Російської імперії в січні 1894 року Тимченко за  допомогою свого апарату демонстрував зображення на екрані (за рік до появи кінематографу в Західній Європі), випередивши таким чином західноєвропейських винахідників Л. Люм'єра, Ж. Демені, С. Складовського.

## Життєпис
Народився 15 квітня 1852 року в селі Окіп Харківської губернії у родині селянина-кріпака. Навчався у механічних майстернях Харківського університету. Хлопець закінчив церковно-приходську школу. 14-літнього Йосипа батько відвіз в науку до Олександра Едельберґа у механічні майстерні Харківського університету. Там хлопчина пропрацював сім років і заслужив репутацію справжнього майстра точної механіки.
1873 року Йосип разом із друзями захопився ідеями Міклухо-Маклая і вирушив до Одеси, щоб звідти потрапити до Океанії. Але імпровізована експедиція розвалилася, оскільки один з організаторів подорожі виявився шахраєм і втік з усіма грошима. Друзі Йосипа повернулися до Харкова, а Тимченко з дружиною залишились в Одесі, в чужому місті без грошей, голодували. Саме в цей час Анастасія народила сина, якого назвали Андрієм. Але малюк помер від недоїдання у віці трьох місяців.
Тоді Йосип спочатку найнявся у Товаристві Пароплавства та Торгівлі, де і винаходить свою першу апаратуру для перевірки парових котлів, а згодом очолив майстерню Одеського університету, де швидко зробив кар'єру. Допоміг природний талант до механіки і конструювання. Вже через кілька років Тимченко прославив себе і всю Одесу — подарував імператорові Александру II електричний хронометр власної конструкції. Імператор у відповідь віддав талановитому винахіднику власний золотий годинник з гербом.
Власним коштом збудував майстерню в приміщенні на Преображенській, 24, де мешкав із сім'єю.
З 1880 року керував механічними майстернями Новоросійського університету (Одеса): був головним механіком університету. Тимченко Йосип Андрійович винаходить і сам конструює механічні програмні пристрої для Одеської обсерваторії: задаючи програму, встановлює в потрібне положення шестерні — і телескоп сам стежить за переміщенням небесного тіла по орбіті. Він винаходить спеціальні прилади та інструменти для мікрохірургії, точну вимірювальну апаратуру для магнітометеорологіческіх досліджень, а також електричний годинник. Він починає отримувати відносно солідну зарплату. Правда, частина зарплати йде на облаштування майстерні та особисті ініціативи — винаходи. В кінцевому підсумку, Тимченко ризикує і бере на будівництво великої майстерні чималий кредит. Але ризик виправдовує себе. Приватні замовлення ллються рікою, та й в університеті задоволені, адже Тимченко самотужки облаштовує обсерваторію і метеорологічну станцію.
У 1890 році винахідник береться за свій наймасштабніший проєкт — автоматизацію грязелікарні Куяльницького курорту. Він проектує систему подачі і підігріву лікувальних грязей власної конструкції.
Автор багатьох оригінальних винаходів — передусім автоматичних метеорологічних, фізичних і астрономічних приладів, деякі з яких неодноразово були відзначені золотими та срібними медалями на світових виставках.
Брав участь у створенні першої моделі автоматичної телефонної станції Фрейденберга.
Йосип Андрійович не лише давав друге життя зіпсованим приладам, а й за власною ініціативою створював нові унікальні пристрої та механізми для дослідницьких робіт. Серед його численних винаходів були: анеморумбограф, який автоматично записував силу і напрям вітру, ртутний барограф, сейсмограф, дощограф, астрограф, фотометр, спектрогеліограф, лекційний електрометр, ваговий прилад для пояснення студентам закону Паскаля тощо.
Завдяки спільним зусиллям професора О. Косовського та механіка Й. Тимченка було засновано Одеську геофізичну обсерваторію й започатковано всебічне вивчення клімату і магнетизму півдня України.
Влітку 1893 року (за два роки до відкриття братів Люм'єрів) — разом з фізиком Миколою Любимовим розробив скачковий механізм «равлик», який було використано для удосконалення стробоскопу. Принцип дії цього механізму став основою для нового апарату «кінескопу», у створенні якого брав участь винахідник Михайло Фрейденберг.
У листопаді 1893 року в одеському готелі «Франція» (на розі вул. Дерибасівської та Колодязного провулку) відбулася публічна демонстрація двох кінофільмів, знятих «кінескопом» на Одеському іподромі: «Вершник» та «Метальник списа».
У січні 1894 року на IX з'їзді дослідників природи та лікарів Російської імперії Тимченко за допомогою свого апарата демонстрував зображення на екрані. Учасники з'їзду схвально сприйняли апарат Тимченка й висловили подяку винахіднику.
Це сталося за рік до появи комерційного кінематографу в Західній Європі. Таким чином Йосип Тимченко випередив західноєвропейських винахідників Л. Люм'єра, Ж. Демені, С. Складовського. Але його апарат ніколи не був запатентований.
«Кінескоп» Й.Тимченка досі зберігається в запасниках Політехнічного музею в Москві.
Йосип Андрійович був настільки захопленим своїми справами в майстерні Одеського університету, що мало звертав уваги на «другорядний» винахід. Він розробляв устаткування для лабораторій, обсерваторії університету, сконструював автоматичну телефонну станцію, хірургічні інструменти для операцій на очах.
У 1909 році у Йосипа Тимченка відняли його майстерню. Керівництво Одеського університету вирішило, що двоповерхова будівля стане в нагоді для перепрофілювання під протичумну лабораторію, а механік може жити і працювати в одному з гуртожитків. Як писав сам Тимченко, найбільше «захопити» приміщення хотіли медики, хоча і для їх факультету він за роки роботи зробив чимало.
Йосип Тимченко перевозить частину обладнання в рідне село Окіп на Харківщину, де на той час він встиг побудувати будинок, і продовжує роботу.
У 1912 році директор Астрономічної обсерваторії Олександр Орлов запросив Тимченка попрацювати у нього — механік повернувся до Одеси.
Але в 1914 році починається Перша світова війна і послуги механіка знову опиняються потрібні державі навіть сильніше, ніж раніше. Справа в тому, що Й.Тимченко сконструював верстат для виготовлення патронів, який дозволяв виготовляти їх в три рази швидше. Звичайно, за допомогою військових, яким таке виробництво було просто конче необхідне, винахідник отримує назад свою майстерню. Майже увесь свій заробіток, Йосип Андрійович витрачав на придбання необхідних для роботи інструментів. Він вважав, що мав право одержувати від університету платню лише за вартість матеріалів й за найм працівників для виконання замовлення. Працював механік зранку й до ночі. Аби відшукати кошти для подальшого існування своєї майстерні, змушений був виконувати приватні замовлення. Праця на користь вітчизняної науки становила для Йосипа Тимченка сенс усього життя.
У 1920 радянська влада розформувала Одеський університет. Винахідник звертався до більшовицької влади з проханням повернути власний дім і майстерню, проте пролетарські чинуші колишнього кріпака потрактували як «буржуя» і відмовили. 40 років роботи в університеті — і злидні в кінці життя.
Помер 20 травня 1924 року в бідності.

## Нагороди
1882 — Срібна медаль на XV Всеросійській промислово-художній виставці у Москві;
1884 — Золота медаль на Сільськогосподарській та фабрично-заводській виставці в Одесі;
1886 — Золота медаль на Бессарабській виставці сільського господарства та промисловості в Кишиневі;
1889 — Срібна медаль на Всесвітній виставці в Парижі;
1896 — Золота медаль на XVI Всеросійській промисловій та художній виставці в Нижньому Новгороді;
1900 — Кавалер ордена Св. Станіслава 3-го ступеня;
1900 — Золота медаль на Всесвітній виставці в Парижі;
1902 — Золота медаль та 1-а премія на Міжнародній рибопромисловій виставці в Петербурзі;
1910 — Срібна медаль на Художньо-промисловій виставці в Одесі.

## Винаходи та досягнення
Йосипу Тимченку належить кілька конструкторських розробок:
- В 1875 він розробив пристрій для перевірки манометрів парових котлів.
- У тому ж році виготовив електричний годинник, який був спочатку подарований губернатору, а потім відправлений до Санкт-Петербурга як подарунок імператору. Годинник загубився в дорозі.
- Сконструював програмний механічний пристрій для стеження за рухом небесних тіл на орбітах, який був використаний в Одеській обсерваторії.
- Розробив мікрохірургічні інструменти для операцій очей.
- Серед винаходів Тимченка — метеорологічні прилади, такі як плювіограф, анеморумбограф та ртутний барометр.
- У 1893 році Тимченко спільно з професором Московського університету фізиком Н. А. Любимовим розробив «равлик» — стрибковий механізм, який дозволяв уривчасто змінювати кадри в стробоскопі. Цей механізм використовувався в кінетоскопі, спроектованому спільно з М. Ф. Фрейденбергом. Кінетоскоп, який використовував для зйомки дискову фотопластинку, був вперше продемонстрований у січні 1894 року на дев'ятому з'їзді російських дослідників природи і лікарів. Показані фільми — «Вершник» і «Метальник списа» — були зняті на одеському іподромі.
- Тимченко також брав участь у створенні автоматичної телефонної станції Фрейденберга.
- Брав участь у Всеросійських та міжнародних виставках у Парижі, Петрограді, Одесі та Нижньому Новгороді, де був нагороджений п'ятьма золотими та трьома срібними медалями.

## Вшанування пам'яті

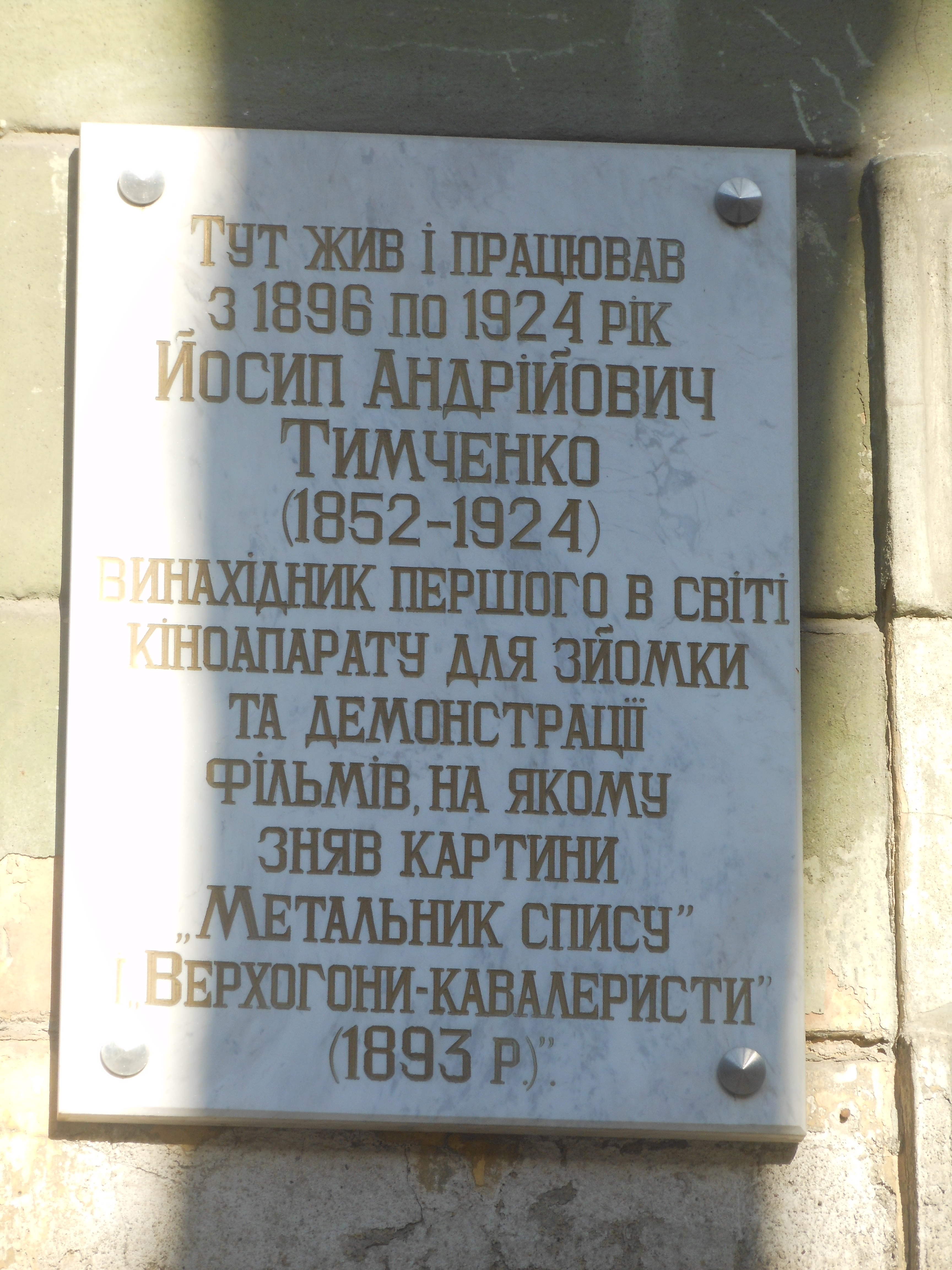
Меморіальна дошка в Одесі на Преображенській 24

Меморіальна дошка в Харкові

За поданням Національної спілки кінематографістів України, розпорядженням одеського голови було прийнято рішення увічнити пам'ять українського винахідника у Одесі. З цією метою встановлено пам'ятник Тимченку і його сім'ї на Другому Християнському кладовищі, а також меморіальна дошка на фасаді будинку № 24 по вулиці Преображенській.
У Харкові, на Московському проспекті, буд. 10/12, 12 травня 2012 року встановлено [Архівовано 3 листопада 2013 у Wayback Machine.] меморіальну дошку Й. А. Тимченку.
28 квітня 2016 року відповідно до закону України «Про засудження комуністичного та націонал-соціалістичного (нацистського) тоталітарного режимів та заборону пропаганди їхньої символіки» та політики декомунізації України в Одесі було перейменовано декілька вулиць. Зокрема, було увічнено пам'ять Тимченка і його ім'ям було названо колишню Колгоспну вулицю.
Юрій Чернявський на основі документальних матеріалів написав сценарій кінострічки «Стук входящего», де змалював українського патріота Йосипа Тимченка.